# 冷害
冷害（れいがい）とは、例年よりも気温の低い日が続く自然災害である。日本では、北日本（北海道・東北地方）で冷夏となり稲作などに多大な影響が生じる災害を指すことが多い。

## 要因
エルニーニョなどが原因となる異常気象、火山噴火により大気中に留まる火山灰が増え、日照量が減少することにより発生する。
火山噴火によると思われる気温低下の例には次のようなものがある。
- ラキ火山の噴火（1783年）[2] - ラキ火山を参照
- 浅間山の噴火（1783年）[3] - 天明大噴火及び天明の大飢饉を参照
- ピナトゥボ山の噴火（1991年）[4][5]

1991年のフィリピンのピナトゥボ山の噴火のように、大規模噴火が発生すると温室効果ガスも大量に放出されるが、微細な粉塵や液体微粒子が成層圏にまで放散されることによって生じる太陽光を遮る効果のほうが大きいため結果的に気温低下を招く。
日本に冷夏をもたらす気圧配置には、北東気流型（やませ型）と北西気流型（寒冷セル型）がある。
また、日本ではオホーツク海高気圧の勢力が強い場合、北海道から関東地方にはやませという冷たい北東風が吹き付け、特に東北地方の太平洋側では夏季にもかかわらず、最高気温が20℃前後までしか上がらなくなる現象を引き起こし、冷害の原因（冷夏）となる。

## 影響
気温低下により農作物が順調に育たなくなる。
日本では水稲のもみの数が決定する時期から、花粉の基礎が出来る時期にあたる夏季に最低気温が18℃未満の日が数日続くと影響が出る。この時期に大きなダメージを受けて稲が実らなくなる冷害を「障害型冷害」という。この典型的な例が1993年の大冷害であり、記録的な米の大凶作となった。